# Choriceras
Choriceras é um género botânico pertencente à família Picrodendraceae.
1. ↑  «Choriceras — World Flora Online». www.worldfloraonline.org. Consultado em 19 de agosto de 2020